# Pohsangit Tengah
Pohsangit Tengah is een bestuurslaag in het regentschap Probolinggo van de provincie Oost-Java, Indonesië. Pohsangit Tengah telt 2870 inwoners (volkstelling 2010).